# Alfred Meier (Ökonom)

Alfred Meier während einer Promotionsfeier an der HSG (1980)

Alfred Meier (* 12. April 1937 in Winterthur; † 4. Dezember 2022) war ein Schweizer Ökonom und Rektor der Universität St. Gallen.

## Leben
Nach dem Besuch der Kantonsschule Winterthur begann Meier 1956 sein Studium mit Schwerpunkt Warenhandel an der Handelshochschule St. Gallen. 1961 arbeitete Meier halbtags als Direktionssekretär in der Bank Hofmann AG. Daneben verfasste er seine Dissertation, die er 1964 unter dem Titel „Die Kommerzialisierung der Kultur“ veröffentlichte. Anschliessend arbeitete in der Abteilung für Unternehmensberatung des Instituts für Betriebswirtschaft an der Hochschule St. Gallen und als wissenschaftlicher Sekretär der Eidgenössischen Kommission zum Studium von Problemen langfristiger Finanzplanung.
1968 wurde Meier vollamtlicher Dozent für Volkwirtschaftslehre. 1971 wurde er zum Direktor des Instituts für Finanzwirtschaft befördert und veröffentlichte seine Habilitationsschrift „Systematische staatliche Wirtschaftspolitik. Ansätze zu einer Konzeption“. 1972 wurde er als Professor für Volkwirtschaftslehre mit besonderer Berücksichtigung der Finanzwirtschaft berufen.
Von 1978 bis 1982 war er Rektor der Hochschule St. Gallen. Unter seiner Leitung wurde das Rektorat zu einem Kollegialorgan und der Senatsausschuss zum Führungszentrum.
Alfred Meier gehörte ab 1992 dem Verwaltungsrat der Creditanstalt (CA) St. Gallen an, von 1996 bis 2005 als dessen Präsident. Ebenfalls war er 1997 Präsident der Eidgenössischen Kommission für Konjunkturfragen. Neben seinen zahlreichen wissenschaftlichen Publikationen veröffentlichte Meier regelmässig Artikel und Kolumnen zu diversen volkswirtschaftlichen Themen im St. Galler Tagblatt.
Im Jahr 2000 wurde Alfred Meier emeritiert. Er war verheiratet und hatte vier Kinder.